# ジェマイン・クレメント
ジェマイン・クレメント（Jemaine Clement、1974年1月10日 - ）はニュージーランドマスタートン出身の俳優、コメディアン、声優、ミュージシャンである。

## 来歴
コメディアン、俳優、ミュージシャンといった多彩な才能を持つクレメントは、1974年ニュージーランドのマスタートンに生まれる。母親はマオリの系統。幼少期をワイララパという地区で過ごし、後に首都のウェリントンへ移住。高校卒業後に進学したヴィクトリア大学ウェリントンで演劇と映画学科を専攻。後にコメディアンとしての活動も開始するのだが、持ち前のコメディーセンスが評価されて1999年にニュージーランドの名誉あるコメディアンに贈られる「ビリー・T・アワード」を授与されている。またミュージシャンとしてはブレット・マッケンジーと共にCDなども発売しており、近年ではアメリカの人気トーク番組『レイト・ナイト・ウィズ・コナン・オブライエン』や『レイト・ショー・ウィズ・デイヴィッド・レターマン』にも出演した。
俳優としてのキャリアも着実に重ねており、2007年に製作されたHBO製作のテレビシリーズ『Flight of the Conchords』あたりからはハリウッドへも進出。エミー賞へもノミネートされたのを皮切りに持ち前のユニークな声と雰囲気を活かし、大ヒットインディーズ映画の『ナポレオン・ダイナマイト』を手掛けたジャレッド・ヘス監督の『Mr.ゴールデン・ボール/ 史上最低の盗作ウォーズ』においては気弱な学生から小説のアイディアを盗む自己陶酔しきったSF小説家や、スティーヴ・カレル、ポール・ラッド主演のフランス映画のリメイク作品『奇人たちの晩餐会 USA』では怪しいアーティストを演じている。また、近年では2012年に公開されたウィル・スミス、トミー・リー・ジョーンズ主演の人気シリーズ『メン・イン・ブラック3』において、悪の宇宙人“ボリス”を怪演した。

## フィルモグラフィー

### 映画
| 年   | 邦題/原題                                                            | 役名                         | 備考       | 吹き替え     |
| ---- | -------------------------------------------------------------------- | ---------------------------- | ---------- | ------------ |
| 2004 | Futile Attraction                                                    | 編集者                       |            |              |
| 2007 | Eagle vs Shark                                                       | ジャロッド                   |            |              |
| 2009 | Mr.ゴールデン・ボール/ 史上最低の盗作ウォーズ Gentlemen Broncos      | ロナルド・シュヴァリエ       |            | 小杉十郎太   |
| 2009 | Diagnosis: Death                                                     | ガーフィールド・オリファント |            |              |
| 2010 | 怪盗グルーの月泥棒 3D Despicable Me                                  | ジェリー・ザ・ミニオン       | 声の出演   |              |
| 2010 | Predicament                                                          | スプーク                     |            |              |
| 2010 | 奇人たちの晩餐会 USA Dinner for Schmucks                             | キーラン・ヴォラード         |            | 神奈延年     |
| 2011 | ブルー 初めての空へ Rio                                              | ナイジェル                   | 声の出演   | 内田直哉     |
| 2012 | メン・イン・ブラック3 Men in Black 3                                 | ボリス・ザ・アニマル         |            |              |
| 2014 | シェアハウス・ウィズ・ヴァンパイア What We Do in the Shadows         | ヴラド                       | 監督, 脚本 |              |
| 2014 | ザ・マペッツ2 ワールド・ツアー Muppets Most Wanted                   | プリズンキング               |            |              |
| 2014 | ブルー2 トロピカル・アドベンチャー Rio 2                             | ナイジェル                   | 声の出演   | 内田直哉     |
| 2015 | 男ゴコロはマンガ模様 People Places Things                            | ウィル・ヘンリー             |            | 井上和彦     |
| 2015 | ドン・ヴァーディーン Don Verdean                                     | ボアズ                       |            |              |
| 2016 | BFG: ビッグ・フレンドリー・ジャイアント The BFG                      | フレッシュランピーター       |            | 山野井仁     |
| 2016 | モアナと伝説の海 Moana                                               | タマトア                     | 声の出演   | ROLLY        |
| 2017 | レゴバットマン ザ・ムービー The Lego Batman Movie                    | サウロン                     | 声の出演   |              |
| 2017 | 47歳 人生のステータス Brad's Status                                  | ビリー・ウェアズルター       |            |              |
| 2018 | ザ・ブレイカー・アッパラーズ 別れさせ屋の私たち The Breaker Upperers | ティンダー・デイト           |            |              |
| 2022 | アバター:ウェイ・オブ・ウォーター Avatar: The Way of Water           | イアン・ガーヴィン           |            | 山岸治雄     |
| 2022 | DC がんばれ!スーパーペット DC League of Super-Pets                   | アーサー・カリー/アクアマン  | 声の出演   | 菊池通武     |
| 2024 | モアナと伝説の海2 Moana 2                                            | タマトア                     | 声の出演   | ROLLY        |
| 2025 | マインクラフト/ザ・ムービー A Minecraft Movie                        | ダリル                       | 声の出演   | 森久保祥太郎 |

### テレビ
| 年          | 邦題/原題                                        | 役名                   | 備考                           | 吹き替え |
| ----------- | ------------------------------------------------ | ---------------------- | ------------------------------ | -------- |
| 2008        | The Drinky Crow Show                             | エイリアン             | 声の出演 2エピソード           |          |
| 2007 - 2009 | Flight of the Conchords                          | ジャマイン             | 22エピソード                   |          |
| 2010        | ザ・シンプソンズ The Simpsons                    | イーサン・バランタイン | 声の出演 1エピソード           |          |
| 2012        | ナポレオン・ダイナマイト Napoleon Dynamite       | クーンツ               | 声の出演 1エピソード           |          |
| 2016        | DIVORCE/ディボース Divorce                       | ジュリアン・ルノー     | 5エピソード                    |          |
| 2016-2019   | マイロ・マーフィーの法則 Milo Murphy's Law       | Dr.ゾーン、ほか        | 声の出演 異なる役で5エピソード | 祐仙勇   |
| 2017        | ロボット・チキン Robot Chicken                   | ナレーター             | 声の出演 1エピソード           |          |
| 2017        | アメリカン・ダッド American Dad!                 | マグンダ               | 声の出演 1エピソード           |          |
| 2017-2019   | レギオン Legion                                  | オリバー・バード       | 17エピソード                   |          |
| 2018        | ぼくらベアベアーズ We Bare Bears                 | コートニー             | 声の出演 1エピソード           |          |
| 2019        | ウェリントン・パラノーマル Wellington Paranormal | モボット               | 1エピソード                    |          |
| 2020        | スティーブン・ユニバース Steven Universe         | ケリー・ムーンビーム   | 声の出演 1エピソード           |          |